# Alex Azar
Pour les articles homonymes, voir Azar.
Alex Michael Azar II, né le 17 juin 1967 à Johnstown (Pennsylvanie), est un homme politique américain. Il est secrétaire à la Santé et aux Services sociaux des États-Unis de 2018 à 2021, sous la présidence de Donald Trump.

## Biographie

### Carrière dans le privé
Diplômé du Dartmouth College et de l'université Yale, Alex Azar est sous-secrétaire à la Santé et aux Services sociaux dans l'administration Bush entre 2005 et 2007. Il entre par la suite comme lobbyiste dans la compagnie pharmaceutique Eli Lilly en 2007, puis en devient l'un des cadres dirigeants. Il quitte ses fonctions en 2017.

### Secrétaire à la Santé et aux Services sociaux

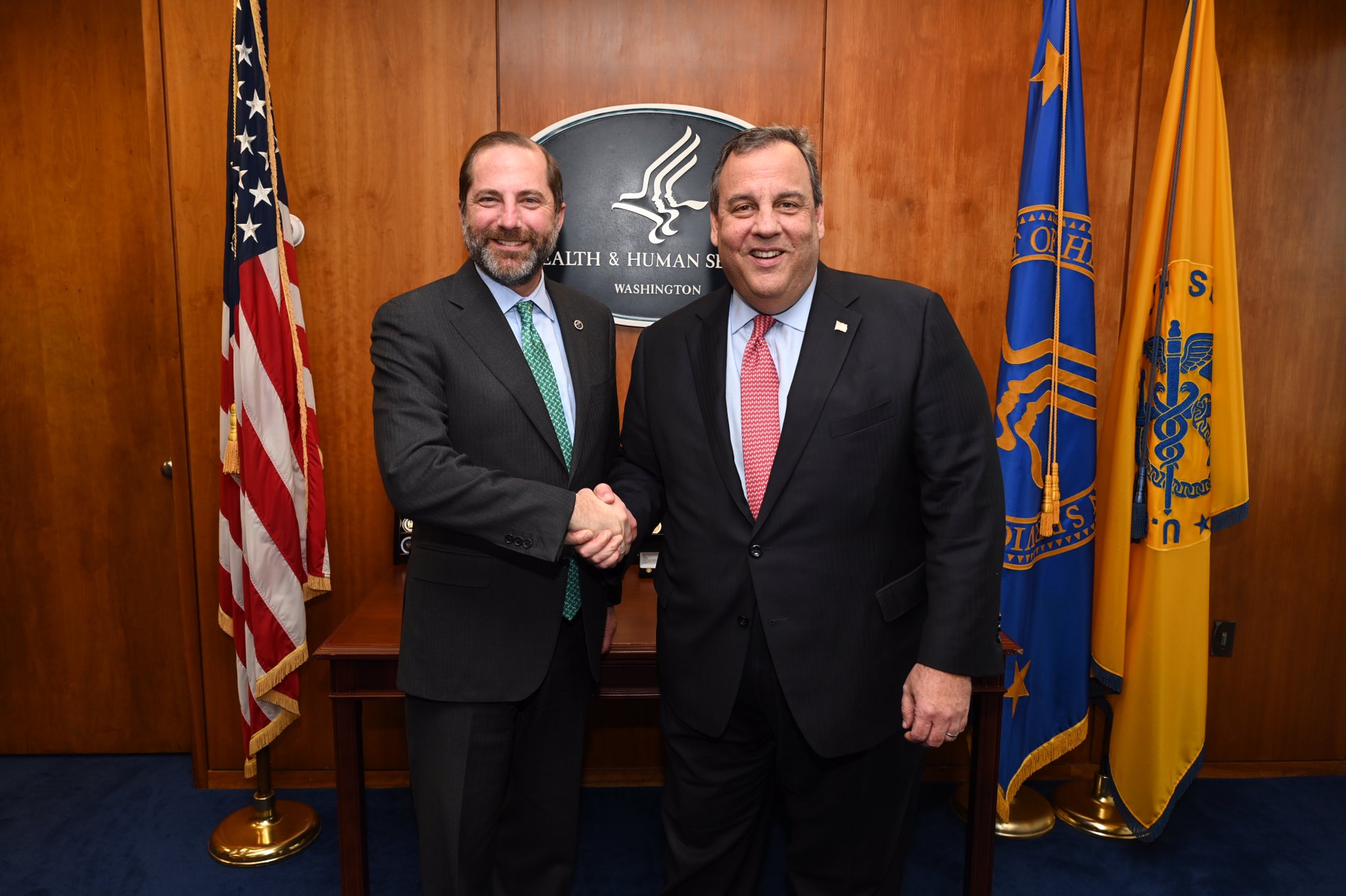
Alex Azar avec Chris Christie, ancien gouverneur du New Jersey, en 2020.

Il est nommé secrétaire à la Santé et aux Services sociaux le 13 novembre 2017 par le président Donald Trump, poste vacant depuis fin septembre, à la suite de la démission de Tom Price. Il entre en fonction le 29 janvier 2018.
De par sa fonction, Alex Azar est responsable des Centres pour le contrôle et la prévention des maladies (CDC), une institution clé chargée de contenir les maladies contagieuses, mise en lumière au moment de la pandémie de Covid-19. Il affirme avoir alerté Trump dès le 18 janvier 2020 du danger de la maladie, mais que le président pense alors qu'il est excessivement « alarmiste ».